# NGC 578
NGC 578 è una galassia a spirale intermedia situata nella costellazione della Balena a una distanza di circa 66 milioni di anni luce dalla nostra Via Lattea.

## Scoperta
NGC 578 è stata scoperta l'11 novembre 1835 dall'astronomo britannico John Herschel.

## Descrizione
NGC 578 ha una classe di luminosità III e presenta una larga riga a 21 cm dell'idrogeno neutro.
È stata utilizzata da Gérard de Vaucouleurs come esempio di galassia del tipo morfologico SB(s)cd nel suo atlante delle galassie.
Nel 2002, Eskridge, Frogel e Pogge hanno pubblicato un articolo che descriveva la morfologia di 205 galassie a spirale stretta o lenticolari. Le osservazioni sono state compiute nella banda H dell'infrarosso e nella banda B del blu.Secondo lo studio, NGC 578 è di tipo SABcd nella banda B e di tipo SBc nella banda H.